# Jochen Hippler

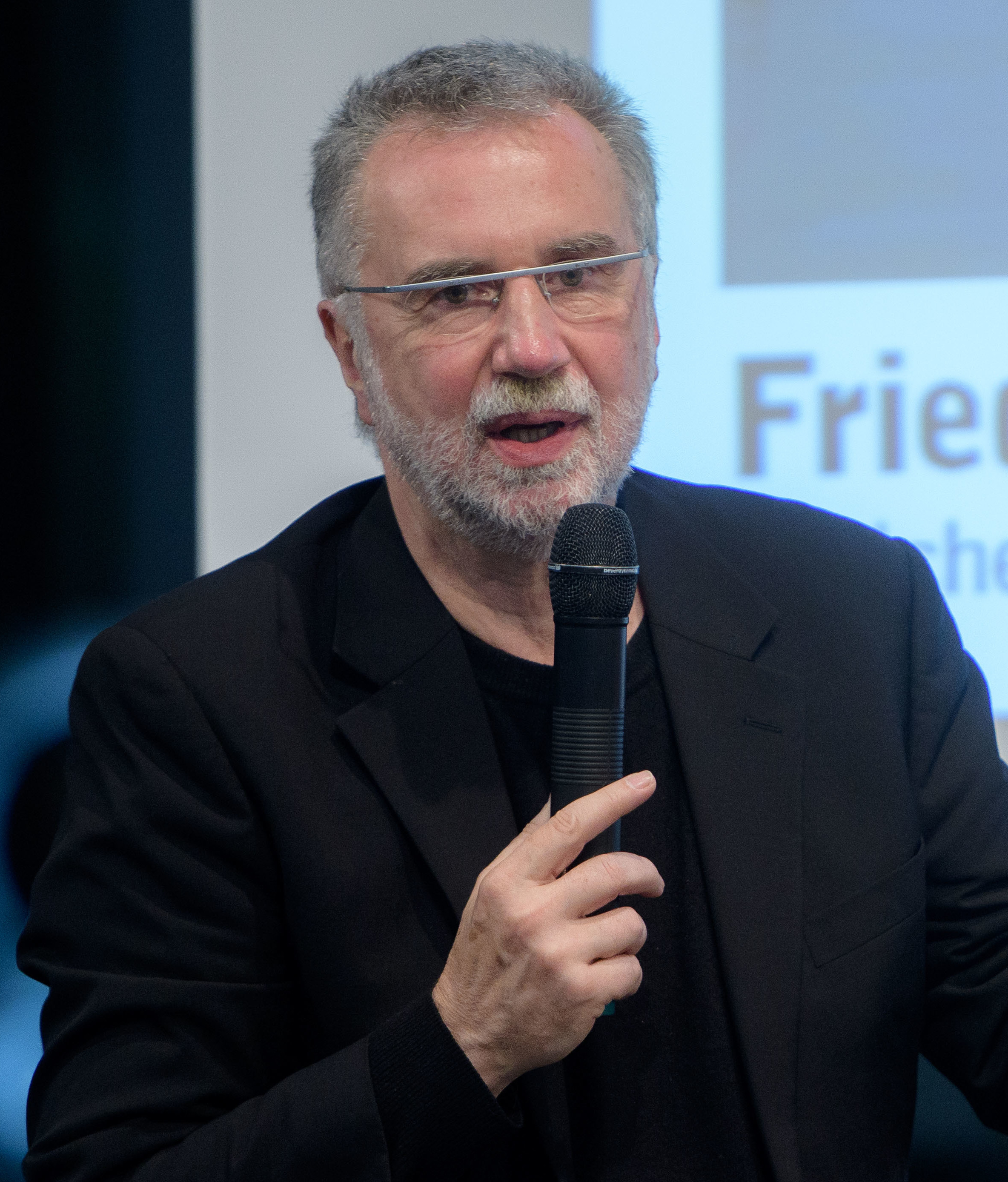
Jochen Hippler, 2016

Jochen Hippler (n. 1955) es un politólogo y periodista alemán que trabaja como investigador asociado del Institut für Entwicklung und Frieden (INEF) y del Transnational Institute.

## Breve biografía profesional
Jochen Hippler, investigador asociado y exdirector del Transnational Institute (1993-95), trabaja actualmente como investigador del Instituto para el Desarrollo y la Paz (INEF) de la Universidad de Duisburg-Essen (Alemania) y como consultor en materia de dimensiones culturales de la globalización, diálogo intercultural, y conflictos violentos y guerra. 
Jochen es especialista en el Oriente Medio musulmán (principalmente países árabes) y en política de Asia Central (principalmente Afganistán y Pakistán), y es colaborador habitual de los medios de prensa y televisión alemanes. 
Sus últimos trabajos publicados son The Democratisation of Disempowerment. The Problem of Democracy in the Third World (Konkret, 1994 y TNI/Pluto, 1995) y The Next Threat: Western Perceptions of Islam, coeditado con Andrea Lueg (Konkret, 1993; TNI/Pluto, 1994; segunda edición actualizada y ampliada en alemán publicada por Konkret, 2002). Además de aportar sus textos a varios libros centrados en los problemas de Oriente Medio y cuestiones militares, actualmente está preparando un volumen sobre la consolidación nacional en el Tercer Mundo.